# 二重投稿
二重投稿（にじゅうとうこう）とは、同一の論文や、小説や漫画、写真、絵画などの同一作品を複数の公募先に応募する行為。論文の二重投稿は、社会的に重い制裁が課せられる。小説や漫画などの作品で二重投稿が発覚した場合は、その作品の入賞・入選が取り消されることが一般的である。

## 論文の二重投稿
論文の二重投稿への対応については、国際医学雑誌編集者委員会の「生物医学雑誌に投稿されるに原稿に関する統一的な基準」が言及されることが多い。
日本でも多くの学会が二重投稿の具体的な対応に乗り出しており、たとえば日本原子力学会の編集委員会は2008年に「論文投稿の際の著作権および二重投稿についての注意点」を公表し、そのなかで「同一の研究結果についての論文等（投稿中のもの，受理されたものを含む）を2つ以上の審査機関・出版社等に投稿することは『二重投稿』と見なされ、社会的に重い制裁が課せられる」と述べている。

### 論文の二重投稿の論理的構造
論文の二重投稿の論理的構造について、山本順一は次のように整理している。
1. 他の言語に翻訳されたものも二重投稿になる
2. 別の論文と内容、結論が同一(酷似，類似)である
3. 先行論文と比較して、内容と結論に新規性がない
4. 既存の（実験）データを利用し、既存の知見をなぞるだけで新たな事実の確認に乏しい
5. 適切な引用処理がなされておらず、他者の業績にただ乗りするところが大きい

そのうえで、学術雑誌資源の無駄遣いであり、原著性を尊重する学術文化への背信行為ということから、二重投稿は反社会的性質をもつとしている。
一方で、次のような研究者の行為は二重投稿にはあたらず認められる、と山本は述べている。
1. 論文の意義を第三者が認めて価値ある学術情報の普及を図る場合
2. ごく狭い限られた範囲での発表を、改めて公表する場合

### 国内外間の二重投稿
日本国外の雑誌に投稿して掲載された自分の論文をそのまま翻訳して日本国内の雑誌に投稿することは、原則的には正当な行為として認められない。ただし、日本国内雑誌の投稿規定や編集方針によっては、優れた研究成果を共有するという公共的、学術的観点から許容される場合もある。

## 小説や漫画などの作品の二重投稿
小説や漫画、写真、絵画などの作品の公募において、二重投稿は厳禁であり、判明した段階で、入賞・入選が取り消されるなどの処置がなされる。場合によっては、二重投稿の経験者は別の作品の応募も拒否される。
ただし、公募の規定によっては他の公募で落選した作品は二重投稿とみなされない場合もある（たとえば、「A社」の投稿で落選した作品を「B社」に投稿するなど）。
作品の公募において二重投稿が禁止されるのは、モラルの問題に加え、二重投稿によって複数の公募先（出版社）が同時に著作権を取得するような事態になってしまうと法的なトラブルが発生するためである。
日本語で出版された小説や漫画、アニメ、映画等、が外国語に翻訳されて出版される例は後を絶たない。
ただし、国際作曲コンクールは二重投稿を厳格に禁止しているものから、そうではないものまで幅が広い。このことに疎い出場者が、規約違反で失格になるケースはある。国際ピアノコンクールやヴァイオリンコンクールも同一のレパートリーで何回も出場する行為自体は、ほぼ当たり前に行われている。